# レーバーカップ
レーバーカップ (Laver Cup) は、2017年から毎年開催されている男子テニスの団体戦である。チーム・ヨーロッパ（欧州選抜）とチーム・ワールド（欧州以外の世界選抜）による対抗戦で、全米オープンの2週間後に開催される。
ロジャー・フェデラーのマネジメント会社TEAM8やテニス・オーストラリア、USTAなどが共同で創設した。大会名はオーストラリア出身で2度の年間グランドスラムを達成したロッド・レーバーからつけられた。
2019年の第3回からはATPツアーの公式戦として行われているが、ATPツアーのランキングポイントは付与されない。

## 歴史
2016年1月、TEAM8やテニス・オーストラリアなどが共同で大会の計画を発表。翌年9月にチェコのプラハにあるO2アリーナで第1回が開催された。2020年はアメリカのボストンで行われる予定だったが、全仏オープンの日程変更を受け2021年に延期。2022年はイギリスのロンドンで開催された。

## 大会方式
3日間でシングルス9試合、ダブルス3試合の計12試合実施。試合形式は3セットマッチで、第3セットは10点先取のマッチタイブレーク。1試合勝利するごとに、初日は1ポイント、2日目は2ポイント、3日目は3ポイントがチームに与えられ、先に13ポイント獲得したチームが勝利となる。12試合が終了した時点で同点の場合、ダブルス1試合を行い勝敗を決める。

## 歴代結果
| 年     | 勝利チーム         | スコア | 敗戦チーム         | 開催都市                        | 会場                   |
| ------ | ------------------ | ------ | ------------------ | ------------------------------- | ---------------------- |
| 2017年 | チーム・ヨーロッパ | 15–9   | チーム・ワールド   | チェコ プラハ                   | O2アリーナ             |
| 2018年 | チーム・ヨーロッパ | 13–8   | チーム・ワールド   | アメリカ合衆国 シカゴ           | ユナイテッド・センター |
| 2019年 | チーム・ヨーロッパ | 13–11  | チーム・ワールド   | スイス ジュネーヴ               | パレクスポ             |
| 2021年 | チーム・ヨーロッパ | 14–1   | チーム・ワールド   | アメリカ合衆国 ボストン         | TDガーデン             |
| 2022年 | チーム・ワールド   | 13–8   | チーム・ヨーロッパ | イギリス ロンドン               | O2アリーナ             |
| 2023年 | チーム・ワールド   | 13–2   | チーム・ヨーロッパ | カナダ バンクーバー             | ロジャーズ・アリーナ   |
| 2024年 | チーム・ヨーロッパ | 13–11  | チーム・ワールド   | ドイツ ベルリン                 | ウーバー・アレーナ     |
| 2025年 |                    |        |                    | アメリカ合衆国 サンフランシスコ | チェイス・センター     |

## キャプテン
| チーム・ヨーロッパ | チーム・ヨーロッパ | チーム・ワールド | チーム・ワールド     |
| ------------------ | ------------------ | ---------------- | -------------------- |
| 2017年 - 2024年    | ビョルン・ボルグ   | 2017年 - 2024年  | ジョン・マッケンロー |
| 2025年 -           | ヤニック・ノア     | 2025年 -         | アンドレ・アガシ     |

太字は現在のキャプテン